# 上达拉孙斯基
上达拉孙斯基（羅馬化：Vershino-Darasunskiy）是俄罗斯外贝加尔边疆区的市级镇，属通戈科琴区，为该区最大聚居地，位于涅尔恰河流域内达拉孙河右岸，在区行政中心上乌苏格利东南、边疆区首府赤塔东偏北方。
该地2021年人口有5,136人；2010年人口5,946；2002年人口6,743；1989年人口10,384。